# Lappwaldsee
Der Lappwaldsee (früherer Projektname Helmstedt-Harbke-See, gelegentlich auch als Helmstedt-See bezeichnet) ist der Name eines entstehenden Freizeitsees südlich der Stadt Helmstedt (Niedersachsen) und westlich der Gemeinde Harbke (Sachsen-Anhalt).

## Beschreibung
Wo sich bis 2002 die Braunkohle-Tagebaue Helmstedt und Wulfersdorf befanden, entsteht gegenwärtig in der Region ein länderübergreifendes Bade- und Freizeitgewässer. Nach kompletter Auskohlung des Areals läuft das Restloch nach und nach mit Wasser voll. Da aufgrund der relativ hohen Geländelage dieses Reviers kaum Oberflächenwasser zur Verfügung steht, wird die Füllung mit Grundwasser noch viele Jahrzehnte dauern (erste Schätzung bis 2080, neuere Prognose einschließlich einer Fremdflutung aus Tiefenbrunnen des Kraftwerkes Buschhaus bis 2032).
Am 29. September 2011 beschloss der Rat der Stadt Helmstedt in Abstimmung mit der Gemeinde Harbke den Namen Lappwaldsee, obwohl das Grubenareal rund fünf Kilometer südwestlich des Lappwaldes liegt. Das vorläufige Nutzungskonzept sieht vor, vier Bereiche verträglich zu kombinieren: Baden, Wassersport und Trendsportarten, Angeln und Naturschutz; dazu wird jede Nutzung ihre eigene räumliche Zuordnung erhalten. Ziel ist eine stufenweise Zwischennutzung, erster Schritt wird die Anlage eines rund 16 Kilometer langen Wander- und Radwanderwegenetzes mit Aussichtspunkten um den langsam wachsenden See herum sein.
Für 2014 war eine länderübergreifende Landesgartenschau im Bereich des Sees in Vorplanung. Die Pläne zerschlugen sich jedoch. 
Im Gebiet des ehemaligen Tagebaues befand sich die Ortschaft Wulfersdorf, die wie andere Orte im Helmstedter Revier für den Tagebau abgerissen wurde.
Im Frühjahr 2025 haben sich die beiden Teil-Seen der Tagebau-Restlöcher Helmstedt und Wulfersdorf mit einem schmalen Wasserstreifen vereinigt.
Weil bei einem Endwasserstand von 103 Metern der Seespiegel dauerhaft künstlich rund 15 Meter unter der Oberkante des Tagebauloches gehalten werden müsste, wird im Rahmen des bis voraussichtlich 2026 laufenden Planfeststellungsverfahren zur Vorbereitung zukünftiger Nutzungen am und auf dem See angestrebt, einen Endwasserstand von 112 bis 114 Metern zu erreichen. Dann könnte der Lappwaldsee auch natürlich über den Harbker Mühlenbach entwässern.

## Charakteristik des Lappwaldsees
- Wasserfläche (Endstand): 400 Hektar bei 103 Meter NHN
- Maximale Ausmaße: Nord-Süd 4,6 Kilometer, Ost-West 1,7 Kilometer
- Wasserinhalt maximal: 122 Millionen Kubikmeter
- Wassertiefe maximal: 70 Meter, mittlere Tiefe um 16 Meter
- geschätzter Zwischenstand um 2015: etwa 200 Hektar Wasserfläche bei 70 Meter NHN
- geschätzte Dauer des Wasseranstiegs: bis zum Jahr 2032

## Bildergalerie

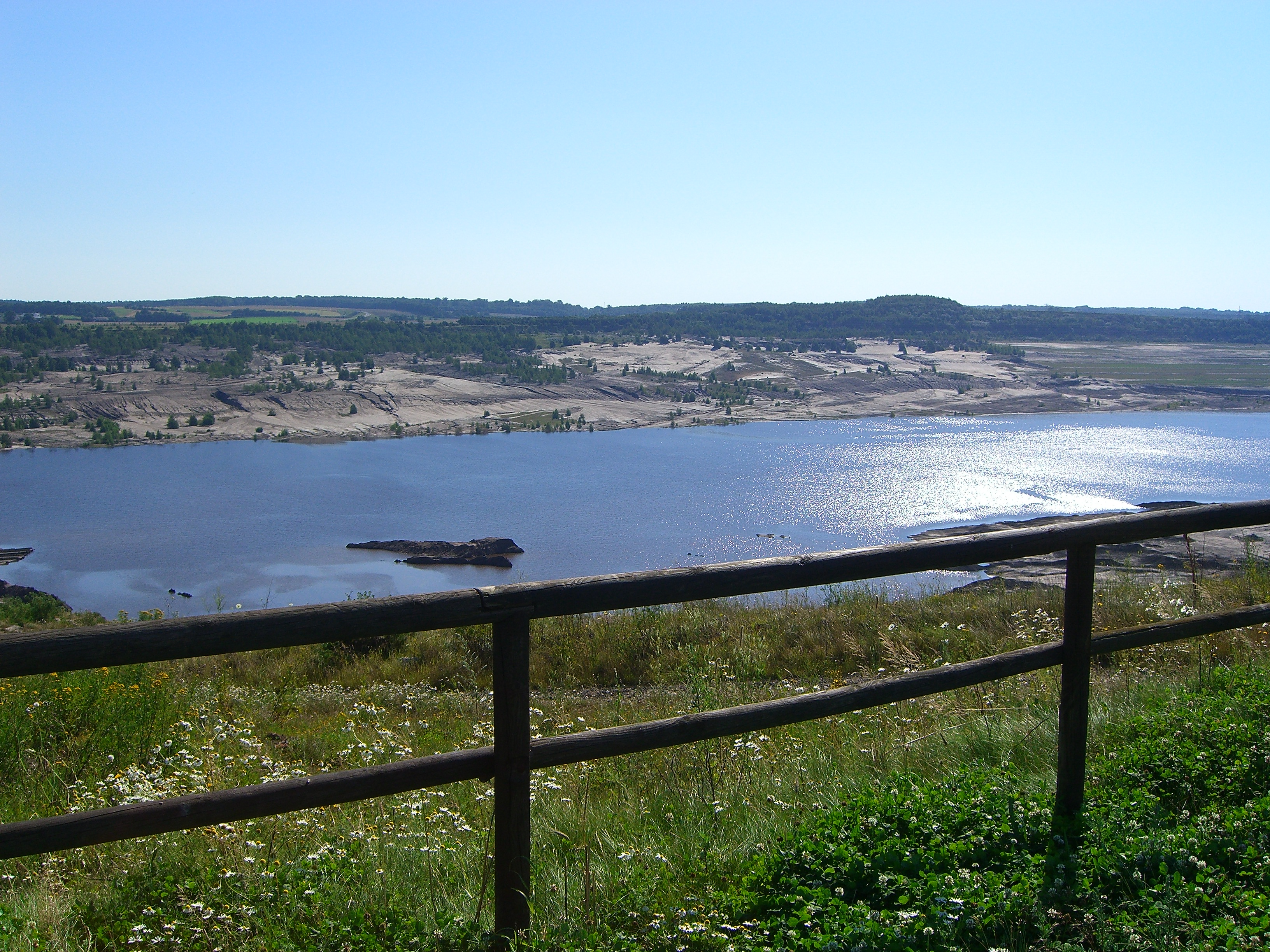
Blick über den See nach Südosten, Juli 2007
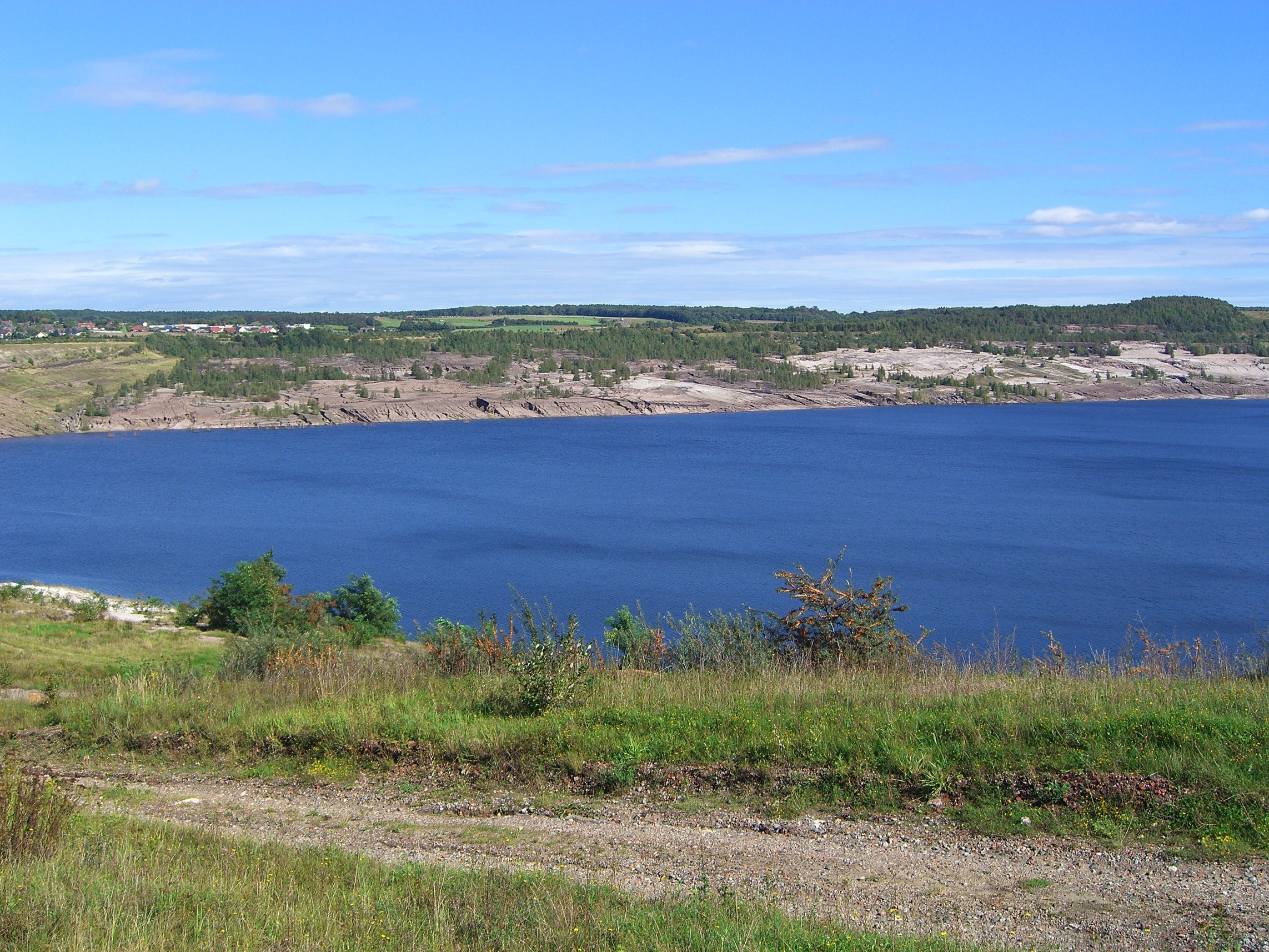
Blick über den See nach Südosten, September 2011
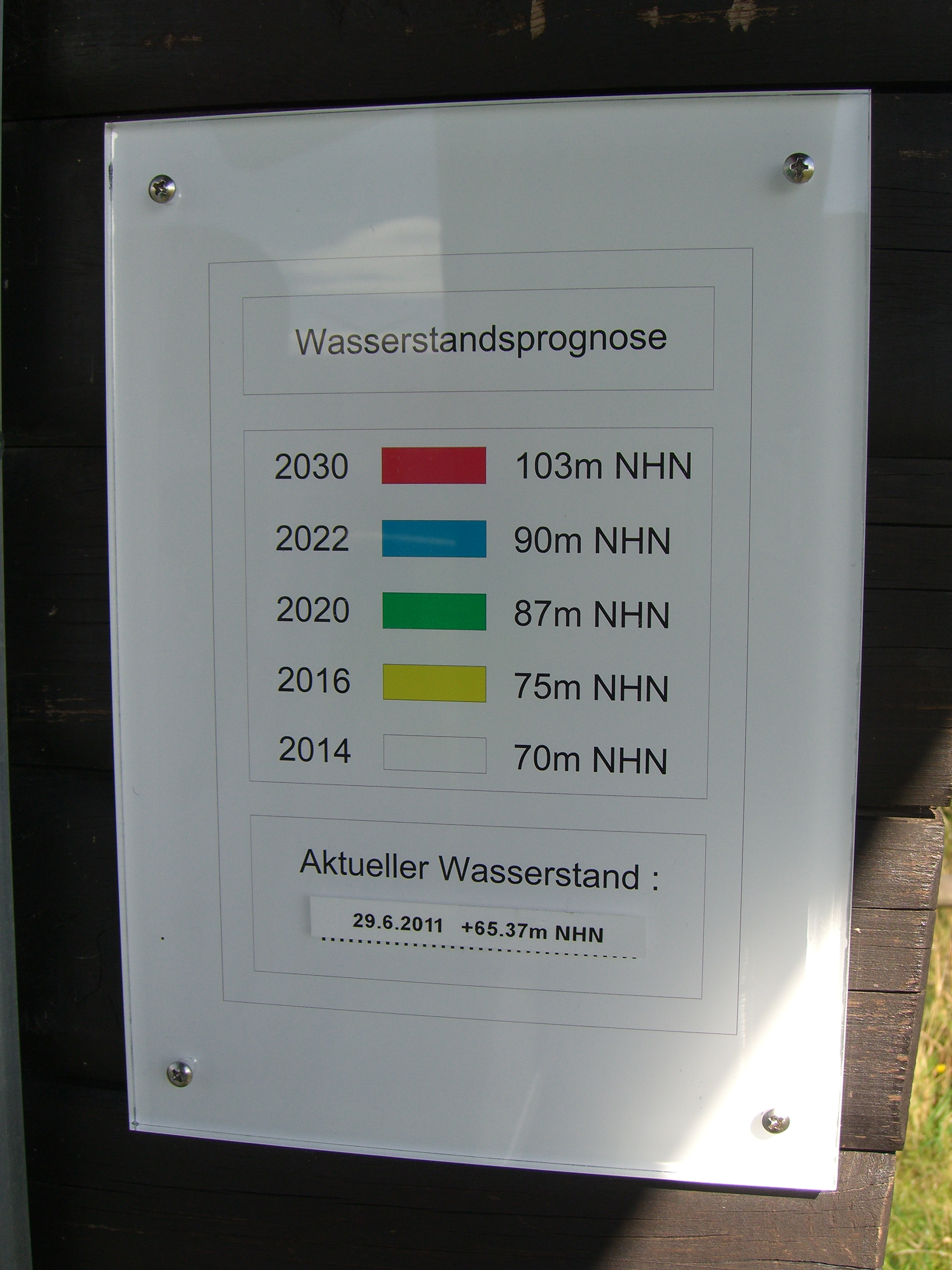
Wasserstandsprognose (2011)
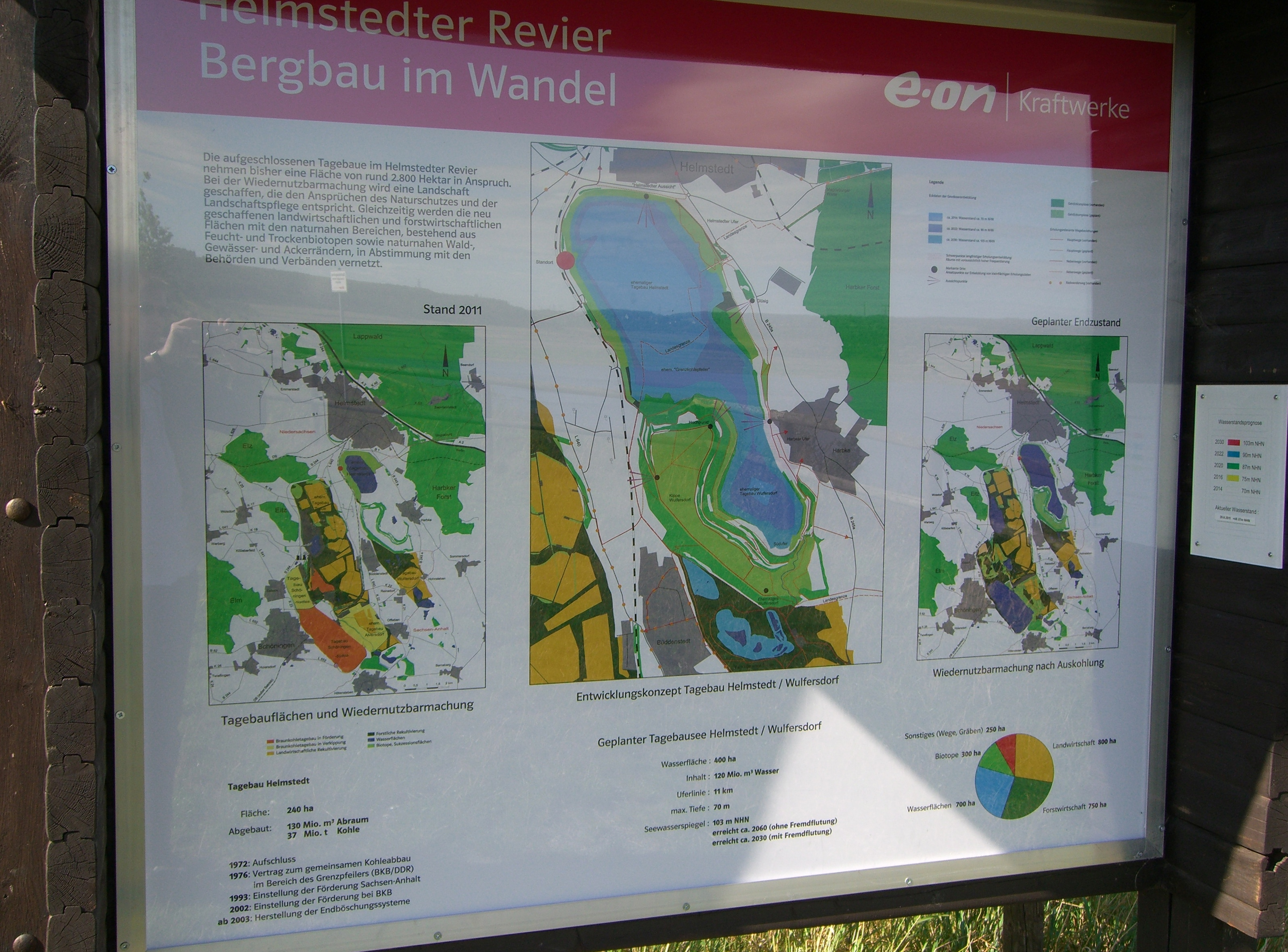
Informationstafel zur Entstehung des Sees
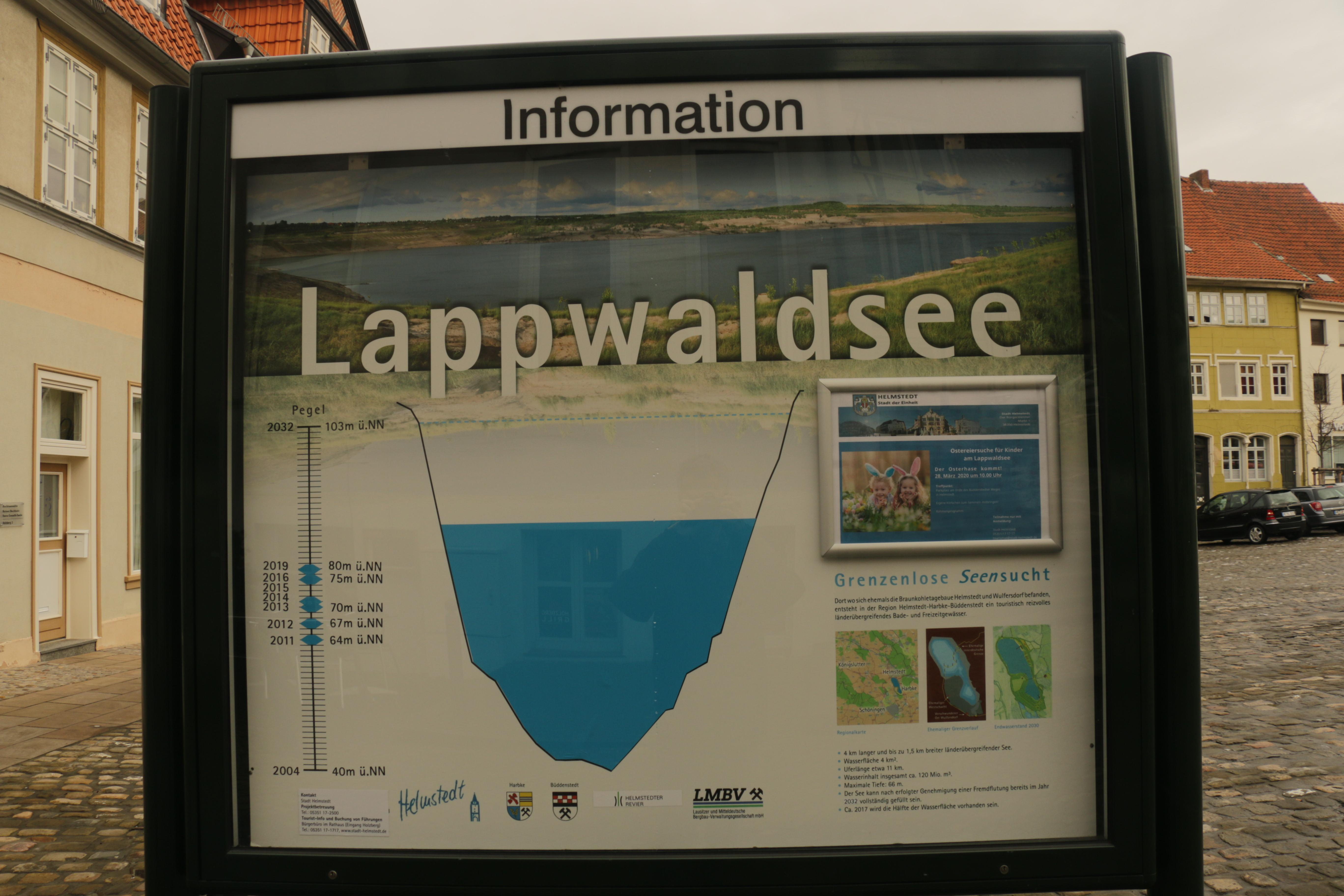
Informationstafel zum Lappwaldsee  auf dem Helmstedter Holzberg mit aktueller Füllastandsanzeige